# Galaxy Play
Galaxy Play (truớc đây là: Fim+) là dịch vụ truyền dữ liệu video theo yêu cầu tại Việt Nam của Công ty Cổ phần Truyền thông và Giải trí Thiên Ngân đổi tên thành Công ty Cổ phần Giải trí và Giáo dục (tiếng Anh: Galaxy Entertainment & Education, viết tắt là Galaxy EE).
Galaxy Play được hỗ trợ Độ phân giải 4K và Âm thanh là Dolby 5.1. Đến Năm 2020-2022, Các Người dùng đã tăng lên 3 lần. Sau đó đã được đặt số người dùng là 8 triệu và 5,5 triệu người dùng thanh toán tích lũy.

## Lịch sử
Galaxy Play là dịch vụ truyền dữ liệu video theo yêu cầu của Công ty Cổ phần Galaxy Play - thành viên của Tập đoàn Truyền thông và Giải trí Thiên Ngân (Galaxy Media & Entertainment, hay còn gọi là Galaxy ME). Năm 2021, Tập đoàn Truyền thông và Giải trí Thiên Ngân đổi tên thành Tập đoàn Giải trí và Giáo dục (tiếng Anh: Galaxy Entertainment & Education, hay còn gọi là Galaxy EE).
Ban đầu dịch vụ này có tên thương hiệu là Fim+ (đọc là Fim Plus) từ đầu năm 2015 bản thử nghiệm, chính thức ra mắt vào ngày 18 tháng 1 năm 2016 với khẩu hiệu Hollywood của bạn, cho đến khi ngày 8 tháng 4 năm 2020 dịch vụ bản quyền Fim+ đã thay đổi tên thành Galaxy Play.

## Đối tác
Galaxy Play có các đối tác thanh toán gồm: Momo, ShopeePay, Zalopay & VNPay; Đối với khách hàng sử dụng ứng dụng Galaxy Play trên thiết bị di động, hình thức thanh toán sẽ được thông qua Apple Store Và CH Play.

## Dịch vụ
Galaxy Play cung cấp dịch vụ xem phim với thư viện nhiều video có chất lượng HD, FullHD và 4K cùng âm thanh nổi Dolby 5.1. Là đơn vị cung cấp nhiều bộ phim điện ảnh cả trong nước và quốc tế có doanh thu cao trên thị trường như: Tôi Thấy Hoa Vàng Trên Cỏ Xanh, Mắt Biếc, Bố Già, Tiệc Trăng Máu, Lật Mặt và Em Và Trịnh (Doanh thu phim điện ảnh cao nhất năm 2022). Galaxy Play còn sản xuất và ra mắt đều đặn các sản phẩm phim bộ độc quyền (Galaxy Play Original) của riêng mình hằng tháng như: Hùng Long Phong Bá (Hành động), Thời Hoa Dại (Tình cảm), Chị Mẹ Học Yêu, Sugar Daddy-Sugar Baby, Gái Ngàn Đô (Drama) và Tam Thái Tử (Hài).
Sử dụng dịch vụ Galaxy Play có thể xem các nội dung trên nhiều thiết bị như điện thoại thông minh, máy tính bảng, TV thông minh (SmartTV), máy tính - laptop, trong đó Galaxy Play cho phép tải xuống và xem các nội dung trên ứng dụng. Không chỉ cập nhật các nội dung từ mua bản quyền.

## Sản phẩm
Galaxy Play là một nền tảng xem phim online số 1 ở Việt Nam.
Galaxy Play có các danh mục sản phẩm bao gồm: Phim Gói và Phim Thuê Lẻ
- Phim Gói:
᛫ Gói Cao Cấp (Premium): Tất cả phim trong danh mục Phim Gói (xem trên nhiều thiết bị)
᛫ Gói Siêu Việt (Platinum): Tất cả phim trong danh mục Phim Gói và phim Việt chiếu rạp mới nhất (xem trên nhiều thiết bị)
᛫ Gói Mobile: Tất cả phim trong danh mục Phim Gói (chỉ xem trên 1 thiết bị)
- Phim Thuê Lẻ: Phim mới trong nước và quốc tế ngay sau chiếu rạp
- Thẻ VIP "Movie Pass": Xem tất cả Phim Thuê Lẻ trong nước hoặc quốc tế ngay chiếu rạp trong thời hạn 30 ngày hoặc 90 ngày.

### Phim

#### Phim dài tập
| Tên phim                       | Thể loại                       | Đạo diễn              | Lần đầu ra mắt    | Số phần - số tập | Tình trạng                |
| ------------------------------ | ------------------------------ | --------------------- | ----------------- | ---------------- | ------------------------- |
| Thiên linh cái: Chuyện chưa kể | Kinh dị                        | Lân Nguyễn            | 15 tháng 5, 2020  | 5 tập            | Đã ra mắt                 |
| Tam Thái tử                    | Hành động                      | Mr. Tô                | 19 tháng 6, 2020  | 3 tập            | Đã ra mắt                 |
| Gái ngàn đô                    | Tình cảm, tình dục             | Bùi Huy Thuần         | 13 tháng 8, 2020  | 2 phần, 16 tập   | Đã ra mắt                 |
| Suger Daddy, Suger Baby        | Tình cảm, tình dục             | Trần Bửu Lộc          | 18 tháng 12, 2020 | 5 tập            | Đã ra mắt                 |
| Mắt của quỷ                    | Kinh dị                        | Nguyễn Nhật Trung     | 30 tháng 12, 2020 | 3 tập            | Đã ra mắt                 |
| Đặc nhiệm hốt sao              | Tâm lý, tình cảm               | Đức Thịnh             | 12 tháng 2, 2021  | 6 tập            | Không có sẵn trên dịch vụ |
| Chị mẹ học yêu                 | Tình cảm, hài hước             | Quốc Thuận            | 8 tháng 3, 2021   | 2 phần, 13 tập   | Đã ra mắt                 |
| Trong màn đêm không chớp mắt   | Tâm lý, tội phạm               | Lê Bình Giang         | 2 tháng 5, 2021   | 3 tập            | Không có sẵn trên dịch vụ |
| Bông hồng lửa                  | Tình cảm, hành động            | Mr. Tô                | 14 tháng 5, 2021  | 5 tập            | Đã ra mắt                 |
| Suger Boy, Suger Mommy         | Tình cảm, tình dục             | Trần Bửu Lộc          | 15 tháng 7, 2021  | 6 tập            | Đã ra mắt                 |
| Dr3am - Dị chuyện              | Kinh dị, bí ẩn                 | Nguyễn Quốc Công      | 12 tháng 8, 2021  | 3 tập            | Đã ra mắt                 |
| Sói già                        | Tội phạm, tâm lý               | Lê Bảo Trung          | 2 tháng 9, 2021   | 5 tập            | Đã ra mắt                 |
| Hùng Long Phong Bá             | Hành động                      | Toni Dương Bảo Anh    | 27 tháng 1, 2022  | 3 phần, 16 tập   | Đã ra mắt                 |
| Người tình muôn mặt            | Trinh thám, tình cảm           | Thái Trình            | 17 tháng 3, 2022  | 5 tập            | Đã ra mắt                 |
| Trà Xanh đấu siêu lừa          | Tâm lý, hài hước               | Trần Bửu Lộc          | 31 tháng 3, 2022  | 7 tập            | Đã ra mắt                 |
| Container 39                   | Hành động, tội phạm            | Trần Ka My            | 10 tháng 6, 2022  | 7 tập            | Đã ra mắt                 |
| Tái sinh                       | Tâm lý                         | Trần Bửu Lộc          | 1 tháng 9, 2022   | 6 tập            | Đã ra mắt                 |
| Thời hoa dại                   | Tâm lý, lãng mạn, tình cảm     | Thắng Vũ              | 29 tháng 9, 2022  | 6 tập            | Đã ra mắt                 |
| Biệt thự đèn lồng              | Tâm lý, tình cảm, tình dục     | NSƯT Mai Hồng Phong   | 20 tháng 10, 2022 | 6 tập            | Đã ra mắt                 |
| Nổi loạn 48h                   | Tâm lý, Tuổi mới lớn, Tình cảm | Trần Nguyễn Hoàng Duy | 31 tháng 5, 2023  | 6 tập            | Đã ra mắt                 |
| Mất tích đêm 30                | Tâm lý, tội phạm, trinh thám   | Hàm Trần              | 8 tháng 2, 2024   | 7 tập            | Đã ra mắt                 |
| Sugar Baby: Nghiệp             | Tâm lý, tình cảm               | Trần Bửu Lộc          | 26 tháng 9, 2024  | 8 tập            | Đã ra mắt                 |
| Vợ hiền mới ác                 | Tâm lý                         | Trần Bửu Lộc          | 14 tháng 8, 2025  | 7 tập            | Đã ra mắt                 |
| Bố tôi là Gangster             |                                |                       |                   |                  | Đang trong sản xuất       |

## Giải thưởng
Tháng 6 năm 2023, Galaxy Play được trao giải "Excellence Award for Theater Grade Sound" tại Asia-Pacific Broadcasting 2023 (APB+).